# Capcane neutrofile extracelulare

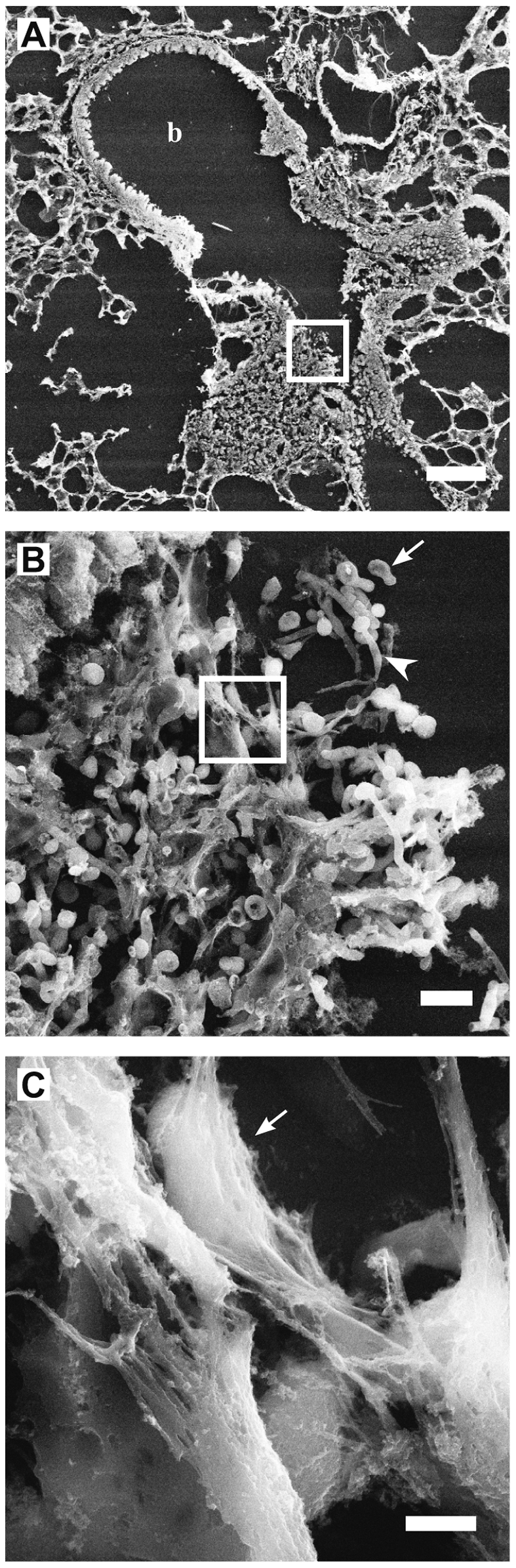
Imagini de microscopie electronică.A. O bronhiolă colonizată cu Candida Albicans și invadată de celule imunitare ale organismului gazdă, b=bronhiolă.B. Imagine de înaltă rezoluție a ariei delimitată de pătratul din A. Se poate observa epiteliul respirator al bronhiolei colonizat de Candida Albicans în formă ovoidală (vezi săgeata) și în formă de hyphae (vezi capul de săgeată).
C. Imagine de înaltă rezoluție a ariei delimitată de pătratul din B unde se observă capcane extracelulare ale neutrofilelor acoperind suprafețele fungice (vezi săgeata). Scări de referință: (A) = 100 µm, (B) = 10 µm și în (C) = 2 µm.

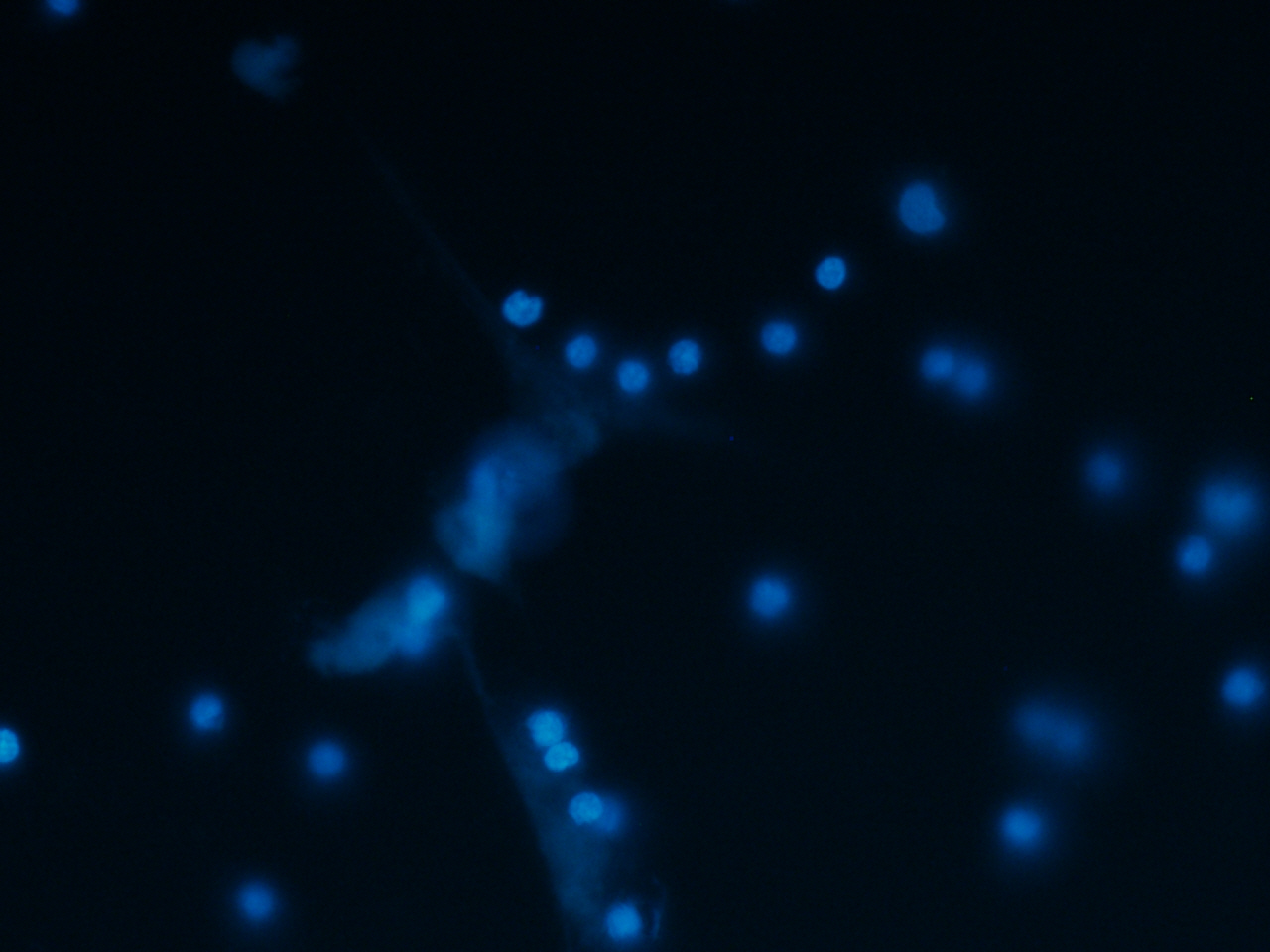
Imagine de microscopie fluorescentă a neutrofilelor cultivate și anterior izolate din sângele venos al unui pacient cu boala Alzheimer. Proba a fost tratată cu colorant Hoechst 33342, utilizat pentru colorarea ADN-ului. Zonele încețoșate reprezintă ADN-ul eliberat de neutrofile, indicând activarea spontană a capcanelor extracelulare ale neutrofilelor (engl. NETs) la pacienții cu Alzheimer, fenomen ce normal nu se observă la persoanele sănătoase. Magnitudine x40.

Capcanele extracelulare pentru neutrofile (NET-uri) sunt rețele de fibre extracelulare, compuse în principal din ADN din neutrofile, care leagă agenții patogeni. Neutrofilele sunt prima linie de apărare a sistemului imunitar împotriva infecțiilor și s-a considerat în mod convențional că ucid agenții patogeni invadatori prin două strategii: înghițirea microbilor și secreția de antimicrobieni. În 2004, a fost identificată o nouă a treia funcție: formarea NET-urilor. NET-urile permit neutrofilelor să omoare agenții patogeni extracelulari minimizând în același timp daunele aduse celulelor gazdă. La activarea in vitro cu agentul farmacologic phorbol miristat acetat (PMA), interleukina 8 (IL-8) sau lipopolizaharidă (LPS), neutrofilele eliberează proteine granulare și cromatina pentru a forma o matrice extracelulară fibrilă cunoscută sub numele de NET printr-un proces activ.
Descoperite în 2004 de biologii Arturo Zychlinsky și Volker Brinkmann, reprezintă în continuare unul dintre principalele domenii de studiu ale acestora.

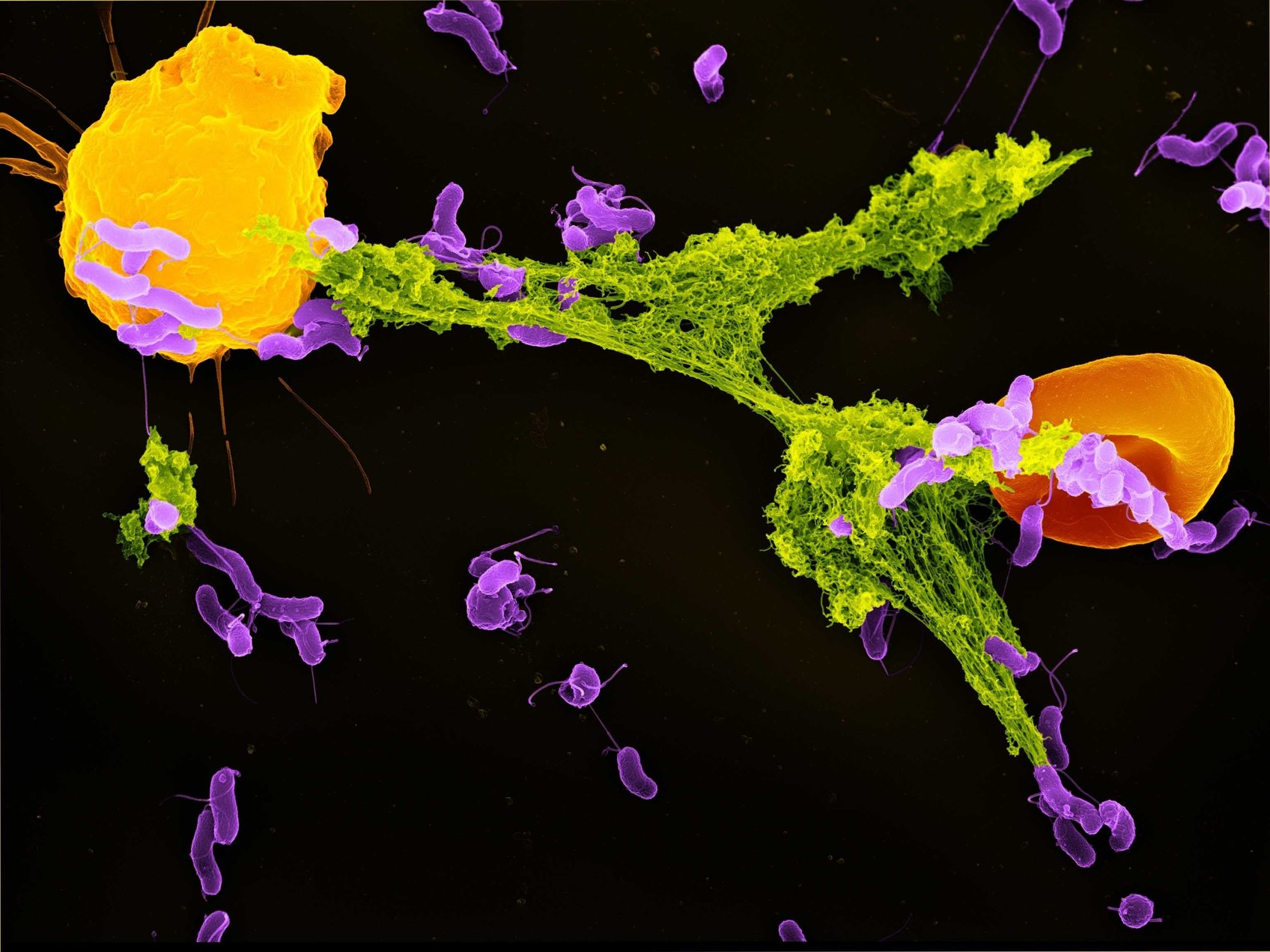
Această imagine obținută cu ajutorul SEM și prelucrată la calculator reprezintă structura capcanelor neutrofile extracelulare (cu verde) formate de un neutrofil (cu galben) în vederea capturării bacterilor (cu mov). Un eritrocit (cu portocaliu) este de asemenea prins în capcana extracelulară.

## Structură și compoziție
Microscopia electronică cu scanare de înaltă rezoluție a arătat că NET-urile constau din fragmente de ADN și domenii de proteine globulare, având diametre de 15-17 nm, respectiv 25 nm. Acestea agregă în fibre mai mari, cu un diametru de 50 nm. Cu toate acestea, în condiții de curgere sangvină, NET-urile pot forma structuri mult mai mari, ajungând la sute de nanometri în lungime și lățime.
Analiza prin imunofluorescență a coroborat că NET-urile conțin proteine din granule azurofile (elastaza neutrofilă, catepsina G și mieloperoxidaza), granule specifice (lactoferina), granule terțiare (gelatinaza) și citoplasmă; cu toate acestea, CD63, actina, tubulina și diverse alte proteine citoplasmatice nu sunt prezente în NET-uri.

## Activitate antimicrobiană
NET-urile inactivează agenții patogeni cu ajutorul unor proteine precum elastaza neutrofilă, catepsina G și histonele care au o afinitate mare pentru ADN. NET asigură o concentrație locală mare a acestor proteine antimicrobiene, legând, inactivând și ucigând microbii din mediul extracelular, independent de activitatea fagocitară. Pe lângă proprietățile antimicrobiene, NET-urile pot servi ca o barieră fizică contra răspândirii agenților patogeni. Mai mult, NET-urile pot împiedica diseminarea proteinelor potențial dăunătoare, precum proteazele, generate de procesul de inflamație. S-a demonstrat și că formarea NET-urilor augmentează activitatea bactericidă a macrofagelor.
Nu numai bacteriile, ci și ciupercile patogene, precum Candida albicans, induc formarea NET-urilor care captează și ucid hifele și formațiunile ovoidale ale Candida albicans. NET-urile au totodată rol în combaterea infecțiilor cu Plasmodium falciparum la copii.
Deși inițial s-a crezut că NET-urile se formează în țesuturile infectate bacterian/fungic, s-a demonstrat că ele se formează și în vasele de sânge în timpul sepsisului (în special în capilarele pulmonare și sinusoidele hepatice). Formarea intravasculară a NET-urilor este controlată și reglată de trombocite, care, stimulate prin receptorul TLR4 trombocitar, activat de infecție, leagă și activează neutrofilele pentru a forma NET-uri. Formarea NET-urilor indusă de trombocite are loc foarte rapid (în minute) și poate duce sau nu la moartea neutrofilelor. NET-urile din vasele sangvine pot capta bacteriile circulante. Captarea bacteriilor în flux a fost demonstrată in vitro, iar microscopia intravitală a demonstrat că aceasta are loc în sinusoidele hepatice și capilarele pulmonare (locuri unde trombocitele leagă neutrofilele).

## NET-oza
Eliberarea și activarea NET-urilor, sau NET-oza, este un proces dinamic care poate avea două forme: sinucigașă și vitală. Deși multe dintre componentele cheie ale procesului sunt similare pentru ambele tipuri de NET-oză, există diferențe cheie în privința stimulilor, timpilor și rezultatului final.

### Calea de activare (comună)
Calea completă de activare a NET-ozei este încă în cercetare, dar câteva proteine cheie au fost identificat. Este probabil ca procesul să înceapă cu activarea de către NADPH oxidază a proteinei arginin-deiminazei 4 (PAD4) având ca intermediari specii reactive de oxigen (ROS). PAD4 este responsabilă pentru citrulinarea histonelor din neutrofile, ducând la decondensarea cromatinei. De asemenea, a fost descrisă o formă de NET-oză independentă de NADPH oxidază, care se bazează exclusiv pe speciile reactive de oxigen de la nivelul mitocondriilor. Proteinele granulare azurofile, cum ar fi mieloperoxidaza (MPO) și elastaza neutrofilă (NE), intră ulterior în nucleu și continuă procesul de decondensare, ducând la ruperea membranei nucleare. Cromatina necondensată intră în citoplasmă unde i se adaugă granule suplimentare și proteine citoplasmatice. Rezultatul procesului depinde apoi de stimulul care a dus la declanșarea NET-ozei.

### NET-oză suicidară
NET-oza suicidară a fost descrisă pentru prima dată într-un studiu din 2007, în care s-a remarcat că eliberarea de NET-uri duce la moartea neutrofilelor printr-o cale diferită de apoptoză sau necroză. În NET-oza suicidară, ruperea membranei nucleare și amestecarea cromatinei cu proteinele și granulele citoplasmatice (v. mai sus), este urmată de ruperea membranei plasmatice, eliberând conținutul în spațiul extracelular. Această cale poate fi inițiată prin activarea receptorilor de tip toll (TLR), receptorilor Fc (i.e. fragment cristalizabil) și receptorilor de complement prin diverși liganzi, cum ar fi anticorpi, forbol miristat acetat (PMA) etc. Se crede că, la activarea acestor receptori, semnalizarea în aval are ca rezultat eliberarea de calciu din reticulul endoplasmatic, influx care activează NADPH oxidaza, urmând evenimentele descrise mai sus. Dacă NET-oza suicidară poate dura ore, chiar și la niveluri ridicate de forbol miristat acetat, NET-oza vitală poate fi finalizată în câteva minute.

### NET-oza vitală
NET-oza vitală poate fi stimulată de lipopolizaharidele bacteriene (LPS), precum și de alte „produse bacteriene, trombocite activate de TLR4 sau proteinele complementului în tandem cu liganzii TLR2”. NET-oza vitală este posibilă prin zeioza nucleului, rezultând o veziculă cu conținut de ADN care este exocitată, lăsând membrana plasmatică intactă. Formarea și eliberarea sa rapidă nu duce la moartea neutrofilului. Astfel, neutrofilul poate continua să fagociteze și să omoare microbii după NET-oza vitală, evidențiind versatilitatea anti-microbiană a neutrofilelor.

### Reglare
Formarea NET-urilor este reglată de calea lipoxigenazei – în timpul anumitor forme de activare (inclusiv la contactul cu bacteriile) neutrofil 5-lipoxigenaza formează fosfolipide 5-HETE care inhibă formarea NET-urilor. Dovezile in vitro sugerează că NET-urile sunt eliminate de macrofage care le fagocitează și le degradează.

## Daune cauzate de NET-uri celulelor gazdă
NET-urile ar putea avea și efecte dăunătoare asupra gazdei, deoarece expunerea extracelulară a complexelor histonice ar putea juca un rol în dezvoltarea bolilor autoimune precum lupusul eritematos sistemic (LES). NET-urile ar putea juca un rol și în bolile inflamatorii, ele fiind identificate în preeclampsie, o tulburare inflamatorie gestativă unde neutrofilele activate joacă un rol important. Au fost raportate NET-uri și în mucoasa colonului la pacienții cu colită ulcerativă. NET-urile au fost asociate cu producerea de anticorpi antiADN dublu catenar IgG la copiii infectați cu P.malaria falciparum.
NET-uri au fost găsite și la pacienții cu cancer. Niveluri semnificativ mai mari de NET-uri au fost detectate la pacienții cu cancer comparativ cu martorii sănătoși, acestea fiind asociate cu un prognostic mai negativ. Cercetările preclinice sugerează că NET-urile sunt responsabile pentru patologiile paraneoplazice, cum ar fi tromboza, insuficiența de organ și formarea metastazelor. Obstrucția vasculară cauzată de NET provoacă un răspuns inflamator, având un efect dăunător direct asupra țesutului.
NET-urile au fost descrise ca potențiali promotori ai metastazelor în cancer. Cercetările au arătat că NET-urile se pot forma ca răspuns la infecții și stres chirurgical, putând contribui la metastazare. Într-un studiu, șoarecii operați au fost împărțiți în două grupuri: un grup căruia i s-a puncționat cecul (declanșând peritonită și sepsis) și un grup căruia nu i s-a puncționat cecul. La două zile după operații, ambelor grupuri li s-a injectat intrasplenic celule de carcinom pulmonar Lewis (H59) și, cu 20 de minute înainte de aceasta, s-a realizat (re)infuzia de neutrofile. Rezultatul a fost că NET-urile induse de sepsis (la grupul cu cecul puncționat) au crescut captarea celulelor tumorale circulante, crescând astfel numărul de metastaze (la ficat și plămâni). De asemenea, celulele canceroase, care sunt intens proliferative, sunt mai eficiente în inducerea formării NET-urilor decât celulele normale.
S-a demonstrat că NET-urile contribuie la patogeneza HIV/SIV. NET-urile sunt capabile să capteze virionii HIV și să-i distrugă. Există o creștere a NET-ozei în cursul patologiei HIV/SIV, care este redusă prin administrarea de antivirale. În plus, NET-urile pot capta și distruge diferite grupuri de celule imune, precum limfocitele T CD4+ și CD8+, limfocitele B și monocitele. NET-urile pot contribui la starea de hipercoagulabilitate din HIV prin captarea trombocitelor și creșterea sintezei factorului tisular (care promovează calea extrinsecă a coagulării).
NET-urile au roluri semnificative în tromboză și în AVC-ul ischemic.
Datorită naturii NET-urilor, acestea pot deveni o problemă la bolnavii cu fibroză chistică, prin creșterea vâscozității sputei. Tratamentele s-au concentrat pe descompunerea ADN-ului din spută, care provine în cea mai mare parte din NET-oză.
S-a sugerat și că NET-urile au jucat un rol major la pacienții cu COVID-19 care au dezvoltat infarcte miocardice cu supradenivelarea ST.